# Castel San Lorenzo Moscato lambiccato
Il Castel San Lorenzo Moscato lambiccato è un vino DOC la cui produzione è consentita nella provincia di Salerno, in particolare nel paese di Castel San Lorenzo.

## Caratteristiche organolettiche
- colore: paglierino più o meno intenso.
- odore: caratteristico, delicato.
- sapore: dolce, vellutato, armonico.

## Storia
Questo vino è prodotto da più di cent'anni con una particolare tecnica, il lambicco da cui prende il nome. L'uva viene raccolta e posta in cassette di legno dove resta fino a quando il graspo da verde diventa marrone (fase di essiccazione) per poi essere pigiata e dopo alcuni giorni pressata. La fase più importante è il delicatissimo passaggio nei "cappucci" di cotone (lambicchi) che goccia dopo goccia regalano questo vino.
Era il vino della festa contadina, quello della domenica quando finalmente si mangiava seduti a tavola, dedicato ai dolci, in genere quelli secchi più simili al pane che ai grandi della pasticceria napoletana, durante le feste natalizie.

## Abbinamenti consigliati
Dolci secchi.

## Produzione
Provincia, stagione, volume in ettolitri
- nessun dato disponibile